# Nevenka Urbanova
Pour les articles homonymes, voir Urbanova et Nevenka.
Nevenka Urbanova (en serbe : Невенка Урбанова), née le 28 mars 1909 à Bečej et morte le 7 janvier 2007 à Belgrade, est une actrice yougoslave serbe.

## Biographie
Après avoir passé une audition devant Milan Grol and Milan Kašanin, elle est admise au Théâtre national de Belgrade en 1925. Elle y interprétera plus de 150 rôles jusqu'à sa retraite en 1959, notamment dans :
- Glembaj, de Miroslav Krleža ;
- Pokojnik de Branislav Nušić ;
- Lady Windermere's Fan, d'Oscar Wilde ;
- The Deep Blue Sea, de Terence Rattigan ;
- Koštana, de Bora Stanković ;
- George Dandin ou le Mari confondu, de Molière ;
- The Rose Tattoo, de Tennessee Williams.

### Cinéma
Elle a aussi joué dans quelques films:
- 1926 : Sve radi osmaha
- 1928 : Da sam ranije znala
- 1948 : Sofka
- 1961 : Sreća u torbi (sr)
- 1962 : Medallion with three heart

### Prix et récompenses
Nevenka Urbanova a reçu le prix Dobričin prsten en 1984.